# Christopher Langan
Christopher Michael Langan (San Francisco, 25 de marzo de 1952) es un ranchero de caballos estadounidense y autodidacta que, según los informes, obtiene una puntuación muy alta en las pruebas de coeficiente intelectual. El coeficiente intelectual de Langan se estimó en 20/20 de ABC entre 195 y 210, y en 1999 algunos periodistas lo describieron como «el hombre más inteligente de Estados Unidos» o «del mundo».

## Biografía
Langan nació en 1952 en San Francisco (estado de California). Su madre, Mary Langan-Hansen (de nombre de pila Chappelle, 1932-2014), era hija de un adinerado ejecutivo naviero, pero fue separada de su familia. El padre biológico de Langan se fue antes de que él naciera y se dice que murió en México. La madre de Langan se casó tres veces más y con cada marido tuvo un hijo. Su segundo marido fue asesinado y el tercero se suicidó.
Langan creció con un cuarto padrastro, Jack Langan, a quien ha descrito como un «periodista fracasado», que bebía alcohol y desaparecía del hogar, cerraba los gabinetes de la cocina para que los cuatro niños no pudieran llegar a la comida y usaba el látigo como medida disciplinaria. La familia era muy pobre; Langan recuerda que todos tenían solo un conjunto de ropa cada uno. La familia se mudó, viviendo por un tiempo en un tipi en una reserva india, luego en Virginia City (estado de Nevada). Cuando los niños estaban en la escuela primaria, la familia se mudó a Bozeman (estado de Montana), donde Langan pasó la mayor parte de su infancia.
Durante la escuela primaria, Langan repetidamente se saltó grados y fue intimidado por sus compañeros. Afirma haber sido golpeado por su padrastro, Jack Langan, quien lo niega.
A los 12 años, Langan comenzó a entrenar con pesas, motivado por el deseo de luchar contra los matones. : 92 
Finalmente, expulsó a su padrastro de la casa.: 92 
Langan asistió a la escuela secundaria, pero pasó sus últimos años dedicándose principalmente al estudio independiente. Lo hizo después de que sus maestros le negaran su solicitud de material más desafiante. Según Langan, comenzó a enseñarse por sí mismo «matemáticas avanzadas, física, filosofía, latín y griego».
Según Cynthia McFadden del 20/20 de ABC, obtuvo una puntuación perfecta en el SAT (escala anterior a 1995) a pesar de tomar una siesta durante la prueba. : 70–73 
A Langan se le ofrecieron dos becas completas, una para la universidad Reed College (en Oregón) y la otra para la Universidad de Chicago (en el estado de Illinois). Eligió lo primero, que luego calificó como «un gran error». Tuvo un «caso real de choque cultural» en un entorno urbano desconocido. Perdió su beca después de que su madre no enviase la información financiera necesaria. Langan regresó a Bozeman y trabajó como bombero del Servicio Forestal durante 18 meses antes de inscribirse en la Universidad Estatal de Montana en Bozeman. : 93  Enfrentado con problemas financieros y de transporte, y creyendo que podía enseñar a sus profesores más de lo que ellos podían enseñarle, abandonó la universidad.
Aceptó una serie de trabajos intensivos en mano de obra durante algún tiempo y, para cuando tenía 40 años de edad, había sido obrero de la construcción, vaquero, guardabosques del Servicio Forestal, peón de campo y, durante más de veinte años, portero en Long Island (cerca de Nueva York). También trabajó para la empresa de tecnología Virtual Logistix.
Al comparar la falta de éxito académico y vital de Langan con los éxitos de Robert Oppenheimer, el periodista Malcolm Gladwell, en su libro Outliers (de 2008), señala los antecedentes y las habilidades sociales de los dos hombres. Oppenheimer se crio en un barrio rico y cosmopolita de Manhattan. Su padre era un exitoso hombre de negocios y su madre era artista, se educó en la Escuela de Cultura Ética y pasó el verano en Europa, estudió en la Universidad de Harvard y posteriormente comenzó un doctorado en la Universidad de Cambridge. Gladwell señala un ejemplo ilustrativo: cuando Oppenheimer trató de envenenar a su tutor en la Universidad de Cambridge, utilizó su astucia social y sus padres utilizaron su influencia para que la universidad simplemente enviara a Oppenheimer en busca de ayuda psiquiátrica sin consecuencias penales o académicas; en contraste, cuando la madre de Langan no cumplió con una fecha límite para recibir ayuda financiera, Langan perdió su beca, y cuando Langan trató de convencer a la administración de la universidad Reed College para que cambiara una clase a un momento posterior (debido a un auto averiado), su solicitud fue denegada.
Langan creció en la pobreza y tuvo unos primeros años inestables llenos de abusos, lo que creó un resentimiento hacia la autoridad que Gladwell informó que Langan todavía llevaba durante su entrevista décadas después de sus dificultades académicas. Había tenido poca o ninguna orientación de sus padres o maestros, y nunca desarrolló las habilidades sociales necesarias para enfrentar y superar sus desafíos. : 108–110 
En 1999, Langan y otros formaron una corporación sin fines de lucro llamada Mega Foundation para aquellos con un coeficiente intelectual de 164 o más.
En 2004, Langan se mudó con su esposa Gina (de nombre de pila LoSasso), una neuropsicóloga clínica, al norte del estado de Misuri, donde es propietario y opera un rancho de caballos y realiza actividades para su Mega Foundation.
En 2008, apareció en el programa 1 vs 100 y ganó 250 000 dólares.

## Modelo cognitivo-teórico del universo
Langan ha desarrollado una idea que él llama el «modelo cognitivo-teórico del universo (CTMU por sus siglas en inglés), que él sostiene que «explica la conexión entre la mente y la realidad, por lo tanto, la presencia de la cognición y el universo en la misma frase».
Él llama a su propuesta «una verdadera teoría del todo, un cruce entre el universo participativo (principio antrópico) de John Archibald Wheeler y la teoría de la cosmología del tiempo imaginario de Stephen Hawking»; además, afirma que con el CTMU él «puede probar la existencia de Dios, el alma y la vida después de la muerte, utilizando las matemáticas».
Aunque se considera creyente (teísta filosófico), Langan no pertenece a ninguna denominación religiosa, explicando que él «no puede permitir que el enfoque lógico de la teología sea prejuiciado por el dogma religioso».

## Ideología
El apoyo de Langan a las creencias conspirativas de la conspiración, incluido el movimiento por la verdad del 11-S (Langan ha afirmado que la administración de George W. Bush organizó los ataques del 11-S para evitar que al público se enterase de la CTMU) y la creencia conspirativa del genocidio blanco así como su oposición al matrimonio interracial, han contribuido a que gane seguidores entre los miembros de la derecha alternativa y otros de la extrema derecha.
Los periodistas han descrito algunas de las publicaciones de Langan en Internet como que contienen antisemitismo «apenas velado» y hacen «silbidos para perros» antisemitas.